# Port lotniczy Monrovia-Roberts
Port lotniczy Monrovia-Roberts (ang. Roberts International Airport) (IATA: ROB, ICAO: GLRB) - międzynarodowy port lotniczy w Monrovii (Liberia). Jest największym lotniskiem w Liberii.

## Linie lotnicze i połączenia
| Linia Lotnicza    | Kierunek                              |
| ----------------- | ------------------------------------- |
| Air Côte d'Ivoire | 1. Abidżan                            |
| Air Peace         | 1. Akra 2. Lagos                      |
| ASKY Airlines     | 1. Abidżan 2. Akra 3. Bandżul 4. Lomé |
| Brussels Airlines | 1. Bruksela                           |
| Kenya Airways     | 1. Akra 2. Nairobi                    |
| Royal Air Maroc   | 1. Casablanca                         |